# Victoriafortet

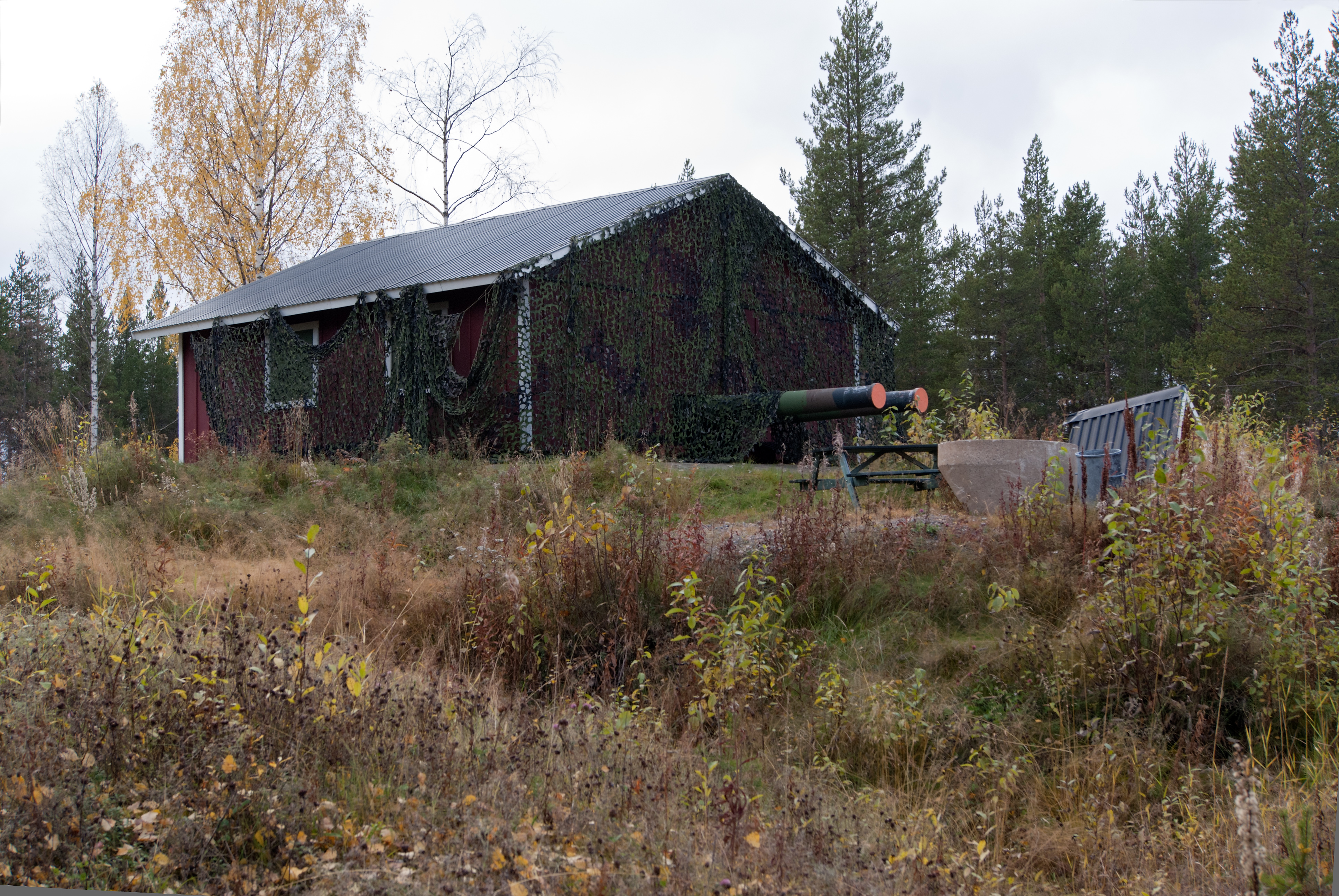
Victoriafortet.

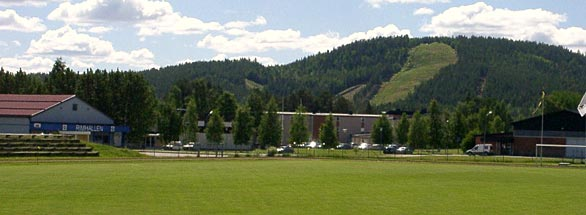
Victoriafortet ligger på toppen av Bomyrberget.

Victoriafortet, eller Armébatteriet Bomyrberget, är en nu avvecklad befästning vid Vuollerim i Jokkmokks kommun, Lappland.
Victoriafortet byggdes på toppen av Bomyrberget omedelbart söder om Vuollerim i början av 1960-talet för att försvara Porsi kraftverk i Lule älv. Befästningen är bestyckad med två 15,2 centimeters kanoner, vilka i ett dubbeltorn från 1921 till 1957 utgjorde två av de åtta kanoner av denna kaliber som satt på pansarskeppet HMS Drottning Victoria. Befästningen upprätthölls mellan 1963 och 1997.
Victoriafortet är idag byggnadsminnesmärke och drivs nu som ett museum och en fritidsanläggning.